# Paradise Valley
Paradise Valley is een plaats (town) in de Amerikaanse staat Arizona, en valt bestuurlijk gezien onder Maricopa County.

## Demografie
Bij de volkstelling in 2000 werd het aantal inwoners vastgesteld op 13.664.
In 2006 is het aantal inwoners door het United States Census Bureau geschat op 14.479, een stijging van 815 (6,0%).

## Geboren
- Edna Purviance (1895-1958), Amerikaans filmactrice

## Overleden
- Barry Goldwater (1909–1998), Republikeins politicus
- Dale Wasserman (1914-2008), toneelschrijver, regisseur, producent
- Dorothy Janis (1910-2010), filmactrice
- Edward Prescott (1940-2022), econoom en Nobelprijswinnaar (2004)

## Geografie
Volgens het United States Census Bureau beslaat de plaats een oppervlakte van
40,1 km², geheel bestaande uit land. Paradise Valley ligt op ongeveer 449 m boven zeeniveau.

## Plaatsen in de nabije omgeving
De onderstaande figuur toont nabijgelegen plaatsen in een straal van 24 km rond Paradise Valley.